# Primeira viagem de James Cook

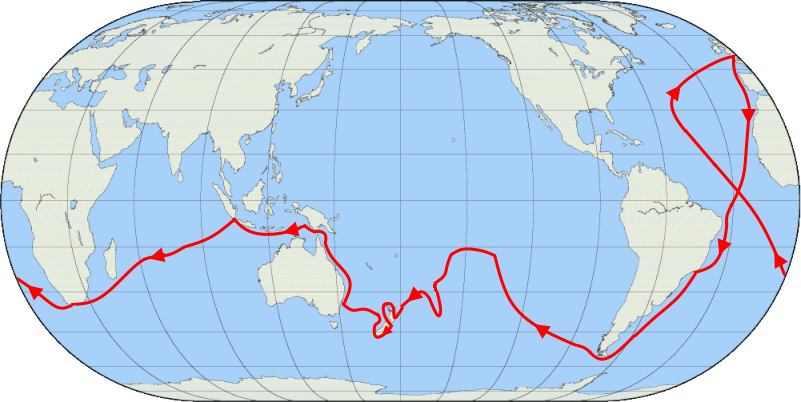
A rota da primeira viagem de Cook

A primeira viagem de James Cook foi uma expedição combinada da Royal Navy e da Royal Society ao sul do Oceano Pacífico a bordo do HMS Endeavour, de 1768 a 1771. Foi a primeira de três viagens ao Pacífico das quais James Cook foi o comandante. Os objetivos desta primeira expedição eram observar o trânsito de Vênus em 1769 pelo Sol (3 a 4 de junho daquele ano) e buscar evidências da postulada Terra Australis Incognita ou "terra do sul não descoberta".